# Italo Defendi
Italo Defendi (Piubega, 28 agosto 1895 – Cremona, 13 luglio 1979) è stato un calciatore e allenatore di calcio italiano, di ruolo attaccante.

## Caratteristiche tecniche
Giocava come ala sinistra.

## Carriera
Giocò in Serie A con la Cremonese ed in Divisione Nazionale con Cremonese ed Inter. Con la Cremonese ha iniziato dalla prima storica partita, quando le maglie erano biancolilla e chiuse 18 anni dopo nel primo campionato di Serie A. Piccolo e scattante, furbetto e smaliziato, Italo è l'ala sinistra della squadra che porta il calcio a Cremona e coglie i primi successi di una lunga serie. È autore del libro Tecnica Calcistica - Piccola igiene dell'atleta (La Prora Milano, 1936). In tutto con la Cremonese gioca 85 partite e realizza 37 reti. Fu squalificato tra il 1925 e il 1928; nel 1930-1931 militò nel Dopolavoro Castelleone..

## Statistiche

### Presenze e reti nei club
| Stagione        | Squadra         | Campionato      | Campionato | Campionato | Coppe nazionali | Coppe nazionali | Coppe nazionali | Totale | Totale |
| Stagione        | Squadra         | Comp            | Pres       | Reti       | Comp            | Pres            | Reti            | Pres   | Reti   |
| --------------- | --------------- | --------------- | ---------- | ---------- | --------------- | --------------- | --------------- | ------ | ------ |
| 1913-1914       | Cremonese       | P               | 9          | 3          | -               | -               | -               | 9      | 3      |
| 1914-1915       | Cremonese       | 1C              | 8          | 1          | -               | -               | -               | 8      | 1      |
| 1919-1920       | Cremonese       | 1C              | 10         | 9          | -               | -               | -               | 10     | 9      |
| 1920-1921       | Cremonese       | 1C              | 6          | 2          | -               | -               | -               | 6      | 2      |
| 1921-1922       | Cremonese       | 1C              | 12         | 9          | -               | -               | -               | 12     | 9      |
| 1922-1923       | Cremonese       | 1D              | 21         | 6          | -               | -               | -               | 21     | 6      |
| 1923-1924       | Cremonese       | 1D              | 16         | 7          | -               | -               | -               | 16     | 7      |
| 1924-1925       | Inter           | 1D              | 16         | 4          | -               | -               | -               | 16     | 4      |
| 1928-1929       | Rosetana        | 1D              | ?          | ?          | -               | -               | -               | ?      | ?      |
| 1929-1930       | Cremonese       | A               | 3          | 0          | -               | -               | -               | 3      | 0      |
| 1930-1931       | Castelleone     | ?               | ?          | ?          | -               | -               | -               | ?      | ?      |
| Totale carriera | Totale carriera | Totale carriera | 101        | 41         |                 | ?               | ?               | 101    | 41     |

## Palmarès

### Giocatore

#### Competizioni regionali
- Promozione: 1

Cremonese: 1913-1914

### Allenatore

#### Competizioni nazionali
- Serie C: 1

Cremonese: 1935-1936